# 亀岡八幡神社 (中津市)
亀岡八幡神社（かめおかはちまんじんじゃ）は、大分県中津市山国町に鎮座する神社である。亀岡八幡宮とも呼ばれる。
中世にこの地域を領有した中間氏の氏神である。

## 神事
毎年9月中旬に行われる中摩仲秋祭では、神楽や白地楽（しらじがく）が奉納される。白地楽はかっぱ祭りとも言われ、赤装束を着て河童に扮した「中むらし」と呼ばれる4人の子供を、大団扇を持った「大団扇持ち」と呼ばれる4人の大人が取り囲み、囃子に合わせて舞うことで河童を封じ込める踊りで、五穀豊穣、家内安全等を祈願して奉納される。起源は元文2年（1737年）に遡り、河童に姿を変えた平家の落人の霊魂が悪事を働くのを防ぐために始められたと伝えられる。白地地区では、戸数が4戸になるまでこの楽を継承しなければならないと言われている。

## 文化財
中津市指定有形文化財
- 亀岡八幡宮本殿（1988年12月22日指定）[1]

中津市指定無形文化財
- 白地楽（1979年2月17日指定）[1]